# Apanteles scultena
Apanteles scultena är en stekelart som beskrevs av Nixon 1965. Apanteles scultena ingår i släktet Apanteles och familjen bracksteklar. Inga underarter finns listade i Catalogue of Life.